# Jacques Grinblat
 (novembre 2017).
Si vous disposez d'ouvrages ou d'articles de référence ou si vous connaissez des sites web de qualité traitant du thème abordé ici, merci de compléter l'article en donnant les références utiles à sa vérifiabilité et en les liant à la section « Notes et références ».
Pour les articles homonymes, voir Grinblat.
Jacques Grinblat (parfois orthographié Grimblat) de son vrai nom Jacques Grinblatt, né le 21 mars 1917 à Montreuil-sous-Bois et mort le 9 juin 1997 à Mont-de-Marsan, est un militant trotskiste et anticolonialiste français.

## Biographie
Fils d'un ouvrier russe émigré en France en 1917, il milite au sein des Jeunesses communistes avant d'en être exclu en 1936 pour avoir critiqué l'alignement du gouvernement du Front populaire sur les positions du Parti radical.
Il passe alors aux jeunesses socialistes autonomes, animées par Lucien Weitz, puis au jeunesses socialistes ouvrières et paysannes, dépendant du PSOP de Marceau Pivert. Proche du groupe La Vérité, animé par Raymond Molinier et Pierre Frank, il est exclu des JSOP en même temps que ces responsables trotskistes le sont du parti, en juin 1939.
Brièvement mobilisé en 1939, il se consacre à partir de son retour à la vie civile à la reconstruction du mouvement trotskiste dans la clandestinité, auprès de Roger Foirier, Rodolphe Prager, Henri Molinier, au sein des comités communistes internationalistes, qui fusionnent juste avant la Libération avec le Parti ouvrier internationaliste pour donner naissance au nouveau Parti communiste internationaliste.
Militant pour l'indépendance de l'Algérie, il rejoint Alger et apporte son soutien aux autorités officielles à partir de 1962, et notamment au président Ben Bella. Exclu du mouvement trotskiste en 1965 en même temps que Michel Raptis, dit "Pablo", il devient un des dirigeants de la tendance marxiste révolutionnaire internationale.
Après le coup d'État du 19 juin 1965 menée par Houari Boumédiène, il rentre en France et participe à la création du Mouvement des volontaires pour le Viêtnam, engagé contre la guerre menée par les États-Unis.